# Galina Lichatsjova
Galina Vladimirovna Lichatsjova (Russisch: Галина Владимировна Лихачева) (Sverdlovsk, 15 juli 1977) is een Russisch langebaanschaatsster. Ze is een allroundschaatser met een voorkeur voor de middellange en lange afstanden.
Nationaal eindigde Lichatsjova sinds 1996 elf keer in de top tien op het NK Allround van Rusland, waarvan vijf keer op het erepodium. Op internationaal niveau wist ze nog geen top 10 klasseringen te behalen. Op de Olympische Winterspelen in Turijn behaalde ze bij de ploegenachtervolging samen met haar teamgenoten Jekaterina Abramova, Varvara Barysjeva, Jekaterina Lobysjeva en Svetlana Vysokova de bronzen medaille. Ze nam drie keer deel aan een WK Allroundtoernooi, maar wist zich geen enkele keer voor de afsluitende vierde afstand te kwalificeren.

## Persoonlijke records
| Afstand    | Tijd    | Datum            | Baan       |
| ---------- | ------- | ---------------- | ---------- |
| 500 meter  | 40,01   | 30 januari 2008  | Calgary    |
| 1000 meter | 1.17,98 | 22 januari 2008  | Calgary    |
| 1500 meter | 1.56,37 | 17 november 2007 | Calgary    |
| 3000 meter | 4.04,75 | 16 november 2007 | Calgary    |
| 5000 meter | 7.20,98 | 11 januari 2004  | Heerenveen |

## Resultaten
| Jaar | EK Allround | WK Allround | WK Afstanden                         | Olympische Spelen          | WK Junioren |
| ---- | ----------- | ----------- | ------------------------------------ | -------------------------- | ----------- |
| 1997 |             |             |                                      |                            | 15e         |
|      |             |             |                                      |                            |             |
| 2003 |             |             | 16e 1500m 13e 3000m 11e 5000m        |                            |             |
| 2004 | 12e         | NC19        |                                      |                            |             |
| 2005 | NC17        |             | 19e 1500m 20e 3000m 4e achtervolging |                            |             |
| 2006 |             |             |                                      | achtervolging              |             |
| 2007 | 16e         | NC21        | 4e achtervolging                     |                            |             |
| 2008 | 12e         | NC16        |                                      |                            |             |
| 2009 |             |             | 22e 3000m 4e achtervolging           |                            |             |
| 2010 |             |             |                                      | 20e 3000m 7e achtervolging |             |

### Medaillespiegel
| Kampioenschap     | Goud | Zilver | Brons |
| ----------------- | ---- | ------ | ----- |
| Olympische Spelen | 0    | 0      | 1     |